# Franz Philipp Adolph Schouwärt
Franz Philipp Adolph Schouwärt (auch Schuwärt oder Schuwaert; * 1757; † 9. August 1796 in Leipzig) war ein deutscher Theaterschauspieler.

## Leben
Schouwärt „spielte alle ersten Helden und Liebhaber, anstand- und effekterfordernde Rollen im Trauerspiel, komische Liebhaber, Chevaliers, Intriganten und Karrikaturen im Lustspiel“. Zusammen mit seiner Frau kam er 1783 zur Theatertruppe von Pasquale Bondini († 1789), die in Dresden und Prag angesiedelt war. Zur Leipziger Michaelismesse 1783 spielte die Truppe in Leipzig. Über diese Aufführungen berichtet Johann Friedrich Ernst von Brawe ausführlich in seinem anonym veröffentlichten Raisonnirenden Theaterjurnal von der Leipziger Michaelmesse 1783 (darin werden Schouwärt und seine Frau unter dem Namen Schuwaert referenziert).
Schouwärts Frau verließ 1785 ihren Mann und Bondinis Truppe in Dresden und brannte mit ihrem Liebhaber, einem Baron aus Sachsen, nach München durch. Dort firmierte sie als Schauspielerin unter dem Namen Freno. Schouwärt hat das auf diese Umstände anspielende Gedicht Abschied eines Teutschen an sein unteutsches Mädchen verfasst.
In der Autographensammlung Kestner der Universitätsbibliothek Leipzig finden sich einige Briefe Schouwärts an den Schauspielkollegen Gustav Friedrich Großmann.

## Werke
- Die Ueberschwemmung. Ein Schauspiel in drey Akten. Frankfurt am Mayn, 1784.
- Bei Hempels Grabhügel, Gedicht, 1789. (online)